# Taujėnai
Taujėnai is een plaats in de gemeente Ukmergė in het Litouwse district Vilnius. De plaats telt 322 inwoners (2001).